# Andreas Beck
Andreas Beck, född 13 mars 1987 i Kemerovo i Sovjetunionen (nuvarande Ryssland), är en tysk fotbollsspelare som för närvarande spelar som försvarare för den belgiska Jupiler League-klubben Eupen. Beck var med i det tyska U-21 landslaget som vann U-21 EM i Sverige 2009. Han var en av Tysklands bästa spelare i den turneringen och gjorde ett mål i semifinalen mot Italien på Olympia i Helsingborg. Beck är född i den ryska staden Kemerovo i Sibirien men flyttade till Tyskland som ung och valde att representera det tyska fotbollslandslaget.

## Meriter

### Landslaget
- Guld i U21-Europamästerskapet i fotboll för herrar 2009